# 橋元聖地
- チェ・ソンジェ
- チェ・ソンジュ

橋元 聖地（はしもと せいじ、12月21日 - ）は日本で活動するミュージカル俳優である。大邱広域市出身で現在は日本在住。劇団四季所属。

## 来歴
嶺南大学校を卒業後オペラに出演するなどの活動を行い、2007年に劇団四季随時オーディションに合格し翌2008年に入団した。同年キャッツオールドデュトロノミー役で初舞台に出演し、その後はオペラ座の怪人役など主要な役柄も演じている。

## 人物
2012年に行われた劇団四季60周年展ではファントム役として出演しクリスマスツリーの点灯などを行った。

## 主な出演作品
- キャッツ（2008年～オールドデュトロノミー、アスパラガス＝グロールタイガー/バストファージョーンズ）
- オペラ座の怪人（ウバルド・ピアンジ、ファントム）
- ノートルダムの鐘(男性クワイヤ)